# Ciclul Carnot
În termodinamică, ciclul Carnot este un ciclu teoretic, propus în 1820 de inginerul francez Nicolas Léonard Sadi Carnot, ciclu destinat comparării randamentului termic al mașinilor termice. Este un ciclu reversibil efectuat de o „mașină Carnot” legată la două surse de căldură cu temperaturi diferite. Folosește ca agent de lucru un gaz ideal prin transformările căruia se obține lucru mecanic. Gazul este implicat într-o transformare ciclică, bitermă și reversibilă. Ciclul Carnot este o construcție teoretică ideală, un experiment mental, nu un exemplu care să funcționeze în realitate.
Pe baza acestui ciclu în contextul preocupărilor legate de creșterea randamentului motoarelor termice s-a ajuns la formularea unui principiu numit principiul al doilea al termodinamicii și la introducerea noțiunii de entropie, corelată cu noțiunea de reversibilitate a transformărilor în lucrările autorului german Rudolf Clausius.

## Descrierea ciclului

Fig. 1: Reprezentarea în diagrama p-V a ciclului Carnot motor

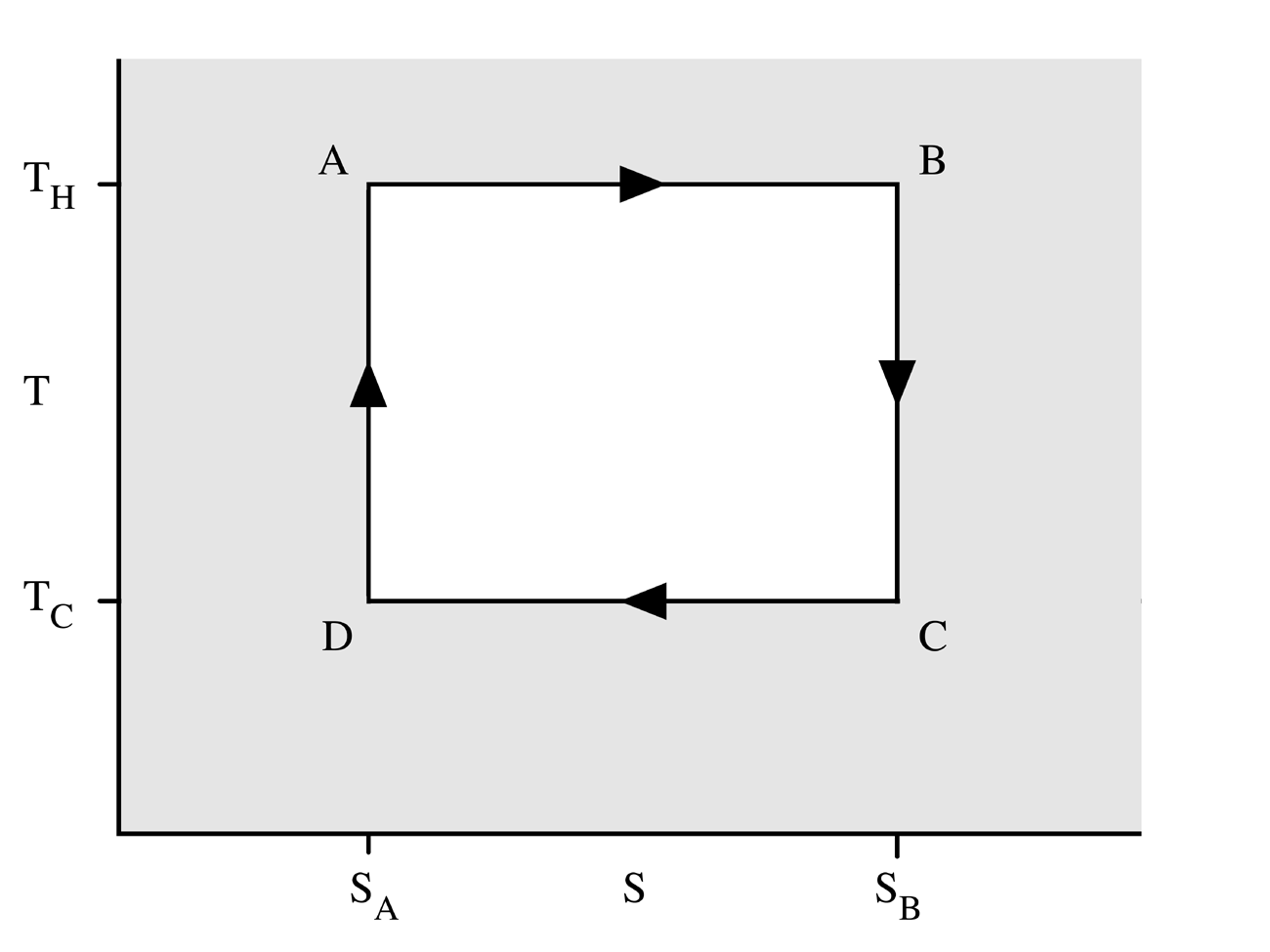
Fig. 2: Reprezentarea în diagrama T-s a ciclului Carnot motor

Ca orice ciclu termodinamic, și ciclul Carnot poate fi parcurs în sens orar, fiind în acest caz un ciclu motor, sau în sens antiorar (trigonometric), fiind în acest caz un ciclu generator. În cele ce urmează va fi descris ciclul Carnot motor.
Este un ciclu format din patru transformări:
1. Destindere izotermă reversibilă a gazului la temperatura sursei calde, T (în fig. 1 T1, iar in fig. 2 TH). În această transformare (A-B în diagrama T-s) destinderea gazului este determinată de absorbția de căldură la temperatură constantă de la sursa caldă, iar gazul efectuează lucru mecanic asupra mediului. Cantitatea de căldură absorbită de la sursa caldă este notată în lucrările în limba română cu Q.
2. Destindere adiabatică reversibilă (izentropică) a gazului. În această transformare (B-C în diagrama T-s) gazul continuă să se destindă efectuând lucru mecanic asupra mediului. Deoarece transformarea e adiabatică (fără schimb de căldură), prin destindere gazul se răcește până la temperatura sursei reci, T0 (în fig. 1 T2, iar in fig. 2 TC).
3. Comprimare izotermă reversibilă a gazului la temperatura sursei reci, T0. În această transformare (C-D în diagrama T-s) mediul efectuează lucru mecanic asupra gazului, determinând evacuarea căldurii din gaz la temperatura sursei reci. Cantitatea de căldură evacuată la sursa rece este notată în lucrările în limba română cu Q0.
4. Comprimare adiabatică reversibilă (izentropică) a gazului. În această transformare (D-A în diagrama T-s) mediul continuă să efectueze lucru mecanic asupra gazului. Deoarece transformarea e adiabatică (fără schimb de căldură), prin comprimare gazul se încălzește până la temperatura sursei calde.

## Randamentul termic al ciclului Carnot
Există mai multe metode de stabilire a randamentului termic al ciclului Carnot. Pe vremea lui Sadi Carnot nu exista noțiunea de entropie. Actual cea mai simplă metodă pornește de la diagrama temperatură – entropie (T-s). După cum se observă din fig. 2, Expresiile căldurilor schimbate cu sursele sunt:
{\displaystyle Q=T\left(s_{B}-s_{A}\right)}
{\displaystyle \left|Q_{0}\right|=T_{0}\left(s_{C}-s_{D}\right)}
Deoarece {\displaystyle \left(s_{B}-s_{A}\right)=\left(s_{C}-s_{D}\right)=\Delta s} , expresiile căldurilor schimbate devin:
{\displaystyle Q=T\Delta s\,}
{\displaystyle \left|Q_{0}\right|=T_{0}\Delta s\,}
Fie L suma lucrurilor mecanice, cu semnul lor, efectuate în cursul celor patru transformări ale ciclului, adică lucrul mecanic al ciclului. Din primul principiu al termodinamicii rezultă:
{\displaystyle L=Q-\left|Q_{0}\right|}
Randamentul termic al ciclului este, prin definiție:
{\displaystyle \eta _{t}={\frac {L}{Q}}}
Înlocuind expresiile căldurilor și a lucrului mecanic se obține:
{\displaystyle \eta _{t}={\frac {Q-\left|Q_{0}\right|}{Q}}=1-{\frac {\left|Q_{0}\right|}{Q}}=1-{\frac {T_{0}\Delta s}{T\Delta s}}=1-{\frac {T_{0}}{T}}}
De remarcat că expresia randamentului termic al ciclului Carnot nu limitează valoarea acestui randament. Mărirea randamentului termic al ciclului Carnot se poate face fie ridicând temperatura sursei calde, fie coborând temperatura sursei reci.
Temperatura sursei calde poate fi ridicată mult (sute de milioane de grade în cazul reacțiilor de fuziune nucleară), însă limitarea practică este dată de temperaturile la care rezistă materialele din care este făcută o mașină termică. Temperatura sursei reci poate fi coborâtă până aproape de zero absolut, însă din punct de vedere energetic coborârea temperaturii sursei reci sub temperatura mediului ambiant este ineficientă, deoarece pentru asta se consumă mai multă energie decât se obține prin ameliorarea randamentului termic al ciclului.

## Ciclul Carnot – ciclul cu cel mai mare randament termic posibil

Fig. 3: Comparație în diagrama T-s a unui ciclu oarecare cu un ciclu Carnot.

Ciclul Carnot are cel mai mare randament termic posibil la transformarea căldurii în lucru mecanic la ciclul motor, respectiv transferă o cantitate maximă de căldură pentru un lucru mecanic dat în cazul ciclului generator.
Se poate demonstra matematic acest fapt, însă în cele ce urmează se va explica fenomenul intuitiv. Fie un ciclu oarecare în diagrama T-s (Fig. 3) unde lucrul mecanic al ciclului este zona gri (zona 3), căldura primită de la sursa caldă este suprafața de sub curba A-B până la axa s (zonele 3, 4, 5 și 6), iar căldura cedată sursei reci este suprafața de sub curba C-D până la axa s (zonele 4, 5 și 6). Oricare ar fi forma ciclului, el poate fi circumscris de un dreptunghi. Acest dreptunghi reprezintă lucrul mecanic al ciclului Carnot care acționează între aceleași temperaturi ale sursei calde, respectiv sursei reci.
Zonele 4 și 5 evident diminuează zona gri față de dreptunghi, fără a avea influență asupra zonei de sub curba A-B, deci micșorează lucrul mecanic fără a diminua căldura primită de la sursa caldă, ca urmare randamentul termic al ciclului scade. Zonele 1 și 2 diminuează cu aceeași suprafață zona gri și căldura primită de la sursa caldă într-un ciclu Carnot, însă zona gri fiind mai mică decât cea de sub curba A-B, rezultă ca lucrul mecanic se diminuează relativ mai mult decât căldura primită, deci și în acest caz randamentul termic scade. Randamentul termic este maxim când zonele 1, 2, 4 și 5 sunt nule, adică tocmai în cazul ciclului Carnot.

## Randamentul termic real al mașinilor termice
Deoarece ciclul Carnot are un randament termic maxim, se formulează un enunț privind marginea superioară a randamentului motoarelor termice care este: Nu există mașină termică care să aibă un randament termic mai mare decât o mașină Carnot lucrând între aceleași limite de temperaturi. În practică, randamentul unei mașini termice nu poate atinge nici măcar randamentul termic al ciclului Carnot, deoarece transformările din acest ciclu sunt considerate reversibile, un ideal imposibil de atins în mod practic. În plus, în stadiul actual al tehnicii este practic imposibilă realizarea transformărilor izoterme cu o viteză suficientă pentru aplicațiile practice, iar inerentele pierderi prin frecare, oricât ar fi ele de mici, împiedică realizarea transformărilor izentropice.